# 緑はるかに
緑はるかに（みどりはるかに）は、北条誠の児童向け物語と、これを原作とした日活映画で、浅丘ルリ子のデビュー作。
児童向け絵物語として1954年4月12日から12月14日まで読売新聞に連載され、中原淳一が絵を描いていた。連載中に映画化が決まり、水の江滝子のプロデュース、中原淳一の衣装考証で、3000人が集まった主役オーディションの中から、中原によって当時14歳になる浅丘ルリ子が選ばれ、そのデビュー作となる。監督は井上梅次。1955年5月8日公開。さくらフィルム・コニカラー。上映時間90分。

## あらすじ
ルリ子の父は木村博士だが、研究のため北海道の研究所へ行っている。ルリ子は孤独で、夢の国へ遊びに行ったりする。ある日、父が病気だというので迎えに来た男たちに、母とともに車に乗せられていくが、それは奥多摩のスパイ団のアジトで、父はそこに囚われて、秘密の研究について白状するよう責められていた。母は拷問を受けて死んでしまい、父はルリ子に贈った緑のオルゴールの中に秘密が隠されていると遺言して死んでしまう。逃げ出したルリ子はスパイたちに襲われるが、孤児院「光の家」から逃げ出したノッポ、チビ真、デブの三人の子供に救われる。だがオルゴールは川へ落ちてしまい、四人の子供らは、途中で入っていたマミちゃんとともにオルゴールを探しながら川を下り都心へ行く。スパイ団に追われて入った古道具店で緑のオルゴールを見つけるが、1500円だというので靴みがきをして金をこしらえていくと、朝方27，8の女性が買っていったという。スパイ団もそのことを知り、サーカスに化けて、緑のオルゴールを持ってきたら五万円をやると言いオルゴールを集める。光の家から多くの孤児がやってきて、警察に連絡がいき警官たちが来て、ルリ子の両親も生きて戻り、スパイたちは逮捕される。そして本物のオルゴールはマミちゃんの母が買っていたもので、父は中から秘密を書いた紙を取り出して焼いてしまう。ルリ子の家には少年三人組が住み、マミも遊びに来るようになってルリ子は孤独ではなくなり、また夢の国へ遊びに行くのだった。

## スタッフ
- 製作:水の江滝子
- 脚本 監督:井上梅次
- 原作:北條誠
- 撮影:柿田勇
- 照明:岩木保夫[2][3]
- 録音:橋本文雄[2][3]
- 美術:木村威夫
- 衣裳考証:中原淳一
- 舞踊構成:飛鳥亮
- 編集:鈴木晃[2][4]
- 助監督:井田探
- 色彩技術:小林行雄（日本色彩）
- 音楽:米山正夫
- 主題歌:作詞 西條八十、作曲 米山正夫、合唱 コロムビアひばり合唱団
  - 「緑はるかに」 唄 河野ヨシユキ、安田祥子
  - 「ルリ子の歌」 唄 安田祥子
- 現像:日本色彩映画株式会社
- 協賛:世界動物博覧会

## キャスト
- ルリ子:浅丘ルリ子
- チビ真:浅沼創一
- ノッポ:永井文夫
- デブ:石井秀明
- マミ子:渡辺典子
- 木村博士（ルリ子の父親）:高田稔
- 田沢:植村謙二郎
- ビッコ:内海突破
- 大入道:市村俊幸
- ピエロ:フランキー堺
- 古道具屋の店長:有島一郎
- 警官隊の隊長:山田禅二
- 田沢の手下:花村信輝
- 月の王子様:岡田真澄
- 鳥の精:松原貞夫
- ルリ子の母:藤代鮎子
- マミ子の母:明美京子
- 月の女王:遠山幸子
- 雪の精:安田祥子（コロムビア）
- 白鳥:北原三枝（特別出演）

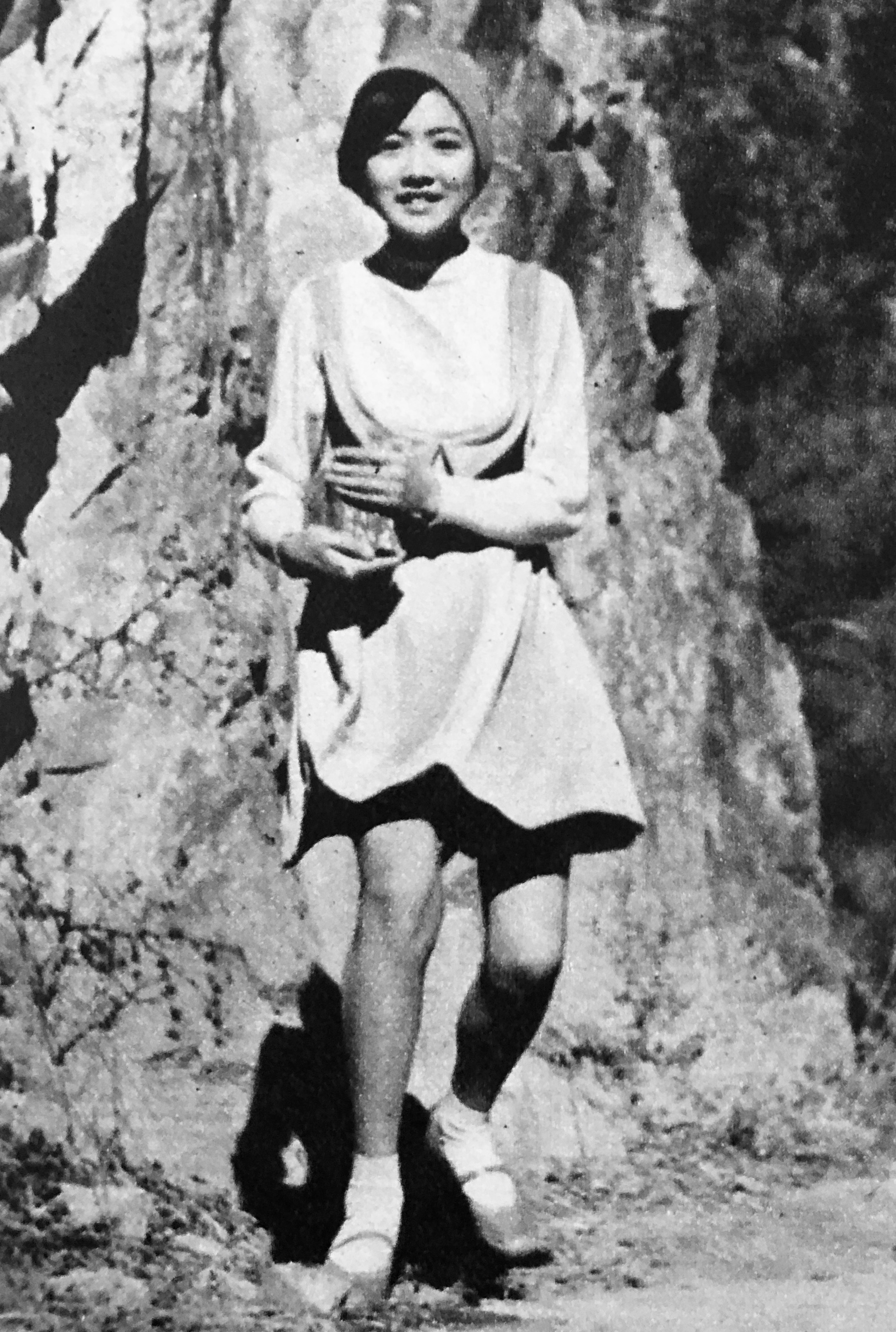
浅丘ルリ子

- 賛助出演:貝谷バレエ団（貝谷八百子）、岡本八重子舞踊研究所、大橋豊子舞踊研究所

## 単行本
- 『緑はるかに』（花房英樹 絵. ポプラ社, 1955）
- 『緑はるかに』（映画物語シリーズ わちさんぺい 絵. トモブック社, 1955）